# Musique en réseau
Un concert de musique en réseau ou de télémusique consiste en une ou des interactions en temps réel, en direct et à distance, assurées par un réseau informatique (et télématique) qui permet aux musiciens répartis dans différents lieux distants de jouer ensemble de la même manière que s'ils étaient dans le même espace et dans la même salle de concert. Les applications actuelles comprennent des concerts publics, des répétitions d'ensembles instrumentaux et d'orchestres, des sessions de musique improvisée et des sessions pédagogiques tels que des master-classes. Ce nouveau type de "scène" (« stage ») se développe donc autant dans la musique la plus actuelle (contemporaine, improvisée, électronique) et dans la musique classique (concerts, répétitions, concours internationaux, master-classes).
Les musiciens utilisent des connexions soit standards comme Internet ou ADSL, soit issues de l'informatique musicale en combinant le langage MIDI, l'Ethernet et l'Internet, soit encore de très haut débit, ISDN et Internet2. Ces dernières sont des connexions multiplex audio et video de haute fidélité. Le développement informatique de la musique en réseau a permis d'élaborer ou de s'appuyer sur des outils logiciels de collaboration à distance et des logiciels spécifiques (tels que « Quintet.net » de Georg Hajdu, et, au milieu des années 1990, « ResRocket ») ou des ajouts de fonctions à des logiciels existants la plupart modulaires (tels que Max/MSP et PureData). Lorsqu'elle ne se substitue pas au concert traditionnel, les musiciens et les auditeurs étant dans la même salle de concert, la musique en réseau correspond à un dispositif utilisé lorsque la coprésence des musiciens, et des auditeurs, est impossible. Dans ses aspects les plus avancés, la musique en réseau permet l'approche de nouvelles formes d'expression musicale. Le dispositif en réseau peut aussi intégrer des audiences à distance, public réparti, ou permettre des configurations dans lesquelles par exemple la direction d'orchestre est exécutée à distance.
De nouvelles initiatives voient le jour, proposées au grand public comme aux musiciens professionnels en exploitant les capacités du réseau internet et l'amélioration des codecs. Le service zikandjam.com qui repose sur le logiciel open source Jamulus permet la création en temps réel d'œuvres jouées par des musiciens distants de plusieurs milliers de kilomètres avec une latence inférieure à 25ms et une qualité audio réglable ainsi qu'un choix entre une écoute/diffusion en mono ou en stéréo. Cette tendance est désormais connue sous ne nom de Jam Session online ou Jam Session en ligne.

## Situation

### Un instrumentarium?
Les développements et la pratique de la musique en réseau sont animés par un débat en cours : l'objectif est-il de reproduire la configuration du concert tel que nous le connaissons et ainsi de plier les conditions techniques existantes afin de les optimiser et de supprimer les effets de distance et ceux résiduels de la téléprésence ? ou faut-il considérer que la distance et la répartition (des acteurs d'un concert), ainsi que les conditions techniques des flux (streaming), modifient les constituants musicaux, instrumentaux et compositionnels et permettent d'envisager de nouvelles formes musicales d'interprétation, de composition et de public ?
Ce même type de question, identifié par Marc Battier (en) en tant que "paradoxe de la lutherie électronique", avait été posé lors de l'apparition des instruments électroniques comme avec les synthétiseurs : devaient-ils simplement reproduire les instruments classiques (voire les remplacer) ou devenir des instruments à part entière avec leur propre registre, facture, répertoire et palette sonore et ainsi solliciter des modes et formes nouveaux d'écriture et de composition ?
La musique en réseau (ou télémusique) peut apparaître moins comme l'identification d'un genre musical en tant que tel (c’est-à-dire s’appuyant sur son propre langage et créant ses propres codes) qu’une mise à jour des conditions musicales — c'est-à-dire un renouvellement des conditions de la musique et de celles de faire de la musique. Ou alors, hypothèse corollaire, faudrait-il l’apparenter aux autres instrumentariums et auditoriums (tels que la musique de chambre, la musique électroacoustique, etc.), et aux dispositifs qu’ils constituent respectivement pour produire et représenter de la musique ; chacun de ceux-ci présentant aussi des variations de conditions qui leur sont propres ou qui interagissent entre eux, et qui retracent des généalogies : historiques, techniques, d’écoute, etc.
Ces investigations prolongent les réflexions visionnaires d'Edgard Varèse lorsqu'il énonçait en 1917 : « Il faut que notre alphabet musical s'enrichisse. Nous avons aussi terriblement besoin de nouveaux instruments. [...] Les nouveaux instruments ne doivent être après tout, que des moyens temporaires d'expression. Les musiciens doivent aborder cette question avec le plus grand sérieux, aidés par des ingénieurs spécialisés. J'ai toujours senti dans mon œuvre personnelle, le besoin de nouveaux moyens d'expression. Je refuse de ne me soumettre qu'à des sons déjà entendus. Ce que je recherche, ce sont de nouveaux moyens techniques qui puissent se prêter à n'importe quelle expression de la pensée et la soutenir. »; ou encore dans un écrit ultérieur de 1936 : « Moreover, the new musical apparatus I envisage, able to emit sounds of any number of frequencies, will extend the limits of the lowest and highest registers, hence new organizations of the vertical resultants: chords, their arrangements, their spacings, that is, their oxygenation. [...] I am sure that the time will come when the composer, after he has graphically realized his score, will see this score automatically put on a machine which will faithfully transmit the musical content to the listener.»

### L'attention et la conscience inter-active
Les conditions d'un système de musique en réseau participent aux questions actuelles à propos des interactions à distance médiatées par les réseaux électroniques, dont notamment celles concernant les communications inter-individuelles. Selon Gutwin et Greenberg, les notions de perception, d'attention et de conscience (sensible) dans une situation face-à-face, notamment dans les configurations d'échanges, de conversation et de collaboration de travail, font partie intégrante de la communication conséquentielle, de l'alimentation de la conversation inter-individuelle et de la communication intentionnelle (ce que nous pourrions appeler la distinction entre destinataire et destinateur, c'est-à-dire toutes les conventions d'adresse et d'adressage). La configuration d'un concert traditionnel est un exemple de couplage serré et de collaboration synergétique dans lesquels les participants acquièrent un degré élevé d'attention et de conscience collective. Alfred Schütz dans son article « Faire de la musique ensemble » a relevé cet aspect de la relation sociale qui est particulière à la situation musicale; nous pourrions aussi nous reporter à des ouvrages plus anciens tels que « Comment Écouter » (« Peri tou akouein ») de Plutarque, et quelques extraits des Livres I et III des « Essais » de Montaigne dont « la parole est à moitié à celui qui parle, moitié à celui qui l'écoute ». Les gestes, expressions faciales et mouvements corporels des musiciens partenaires, tout autant que les sons émis par leurs instruments sont des indices signifiants et intentionnels pour les autres musiciens. D'autres recherches indiquent que les musiciens sont aussi très sensible à la réponse (feedback) acoustique de l'environnement dans lequel ils jouent. Idéalement, un dispositif de musique en réseau devrait faciliter un haut degré d'attention individuelle et collective similaire à celui dont les instrumentistes font l'expérience dans une configuration de concert traditionnel.

### La syntonie
Dans son article « Faire de la musique ensemble » (1951) Alfred Schütz analyse la situation musicale constituée d’un groupe d’interprètes et d’auditeurs ensemble, s’orientant les uns les autres à partir d’indices et de réactions d’interprétation au long d’un temps musical (ce qu'il appelle la « syntonie ») : « Chaque action de chaque interprète s’oriente non seulement selon la pensée du compositeur et sa relation au public mais, aussi, de façon réciproque, selon les expériences dans les temps externe et interne des autres interprètes ; [...] [c]hacun d’eux doit, par conséquent, prendre en compte ce que l’Autre doit interpréter simultanément. [...] Tout musicien de chambre sait à quel point une disposition qui les empêche de se voir peut être dérangeante ».
Ces situations de syntonie basées sur les éléments phatiques et de prosodie musicale dans la télémusique dans laquelle les musiciens sont acousmates, sont essentielles pour les concerts en réseau de musique improvisée expérimentale (c'est-à-dire sans partition ni direction des musiciens) tels qu'ils se développent aujourd'hui (nomusic.org, Le Placard, Sobralasolas !, etc.). Dans ces cadres d’improvisation voire de cocomposition, les musiciens construisent des configurations spécifiques qui leur permettent de se syntoniser, d'engager des  et de suivre une conduite commune aussi minimale soit-elle (pour, par exemple, la gestion du début et de la fin d'un set), en plus du suivi effectué par l'écoute : par exemple, en utilisant une interface textuelle de communication (de type IRC, « chat »), ou une communication visuelle (de type « Skype »), ou encore en proposant que le point d'émission à domicile (« at home ») de chaque musicien lorsque ceux-ci sont tous répartis, soit le lieu d'accueil d'un public local. Ainsi il y a autant de lieux d'émission que de lieux de réception publique, le public étant distribué. Une dernière proposition est d'ouvrir à un public internaute (disséminé, pouvant écouter chez eux) en mettant à disposition sur les réseaux l'accès à l'écoute du stream général de la prestation collective.
Il s'agit d'explorer les conditions des ensembles instrumentaux distribués et des systèmes de jeux et d’écriture qu’elles engagent vis-à-vis d’un dispositif initial issu des formes concertantes et performatives : les places du public, de l’audience, de l’auditeur et des musiciens s’ajustent sur cette question de participation et de syntonie. C'est l'enjeu, aujourd’hui, de plusieurs projets d’œuvres et de composition musicales en réseau sont menés par les compositeurs.
Durant les années 1980, le collectif The Hub pratiquait également lors de concerts ce type d’improvisation informatique sur une configuration en réseau à laquelle les exécutants sur scène étaient tous reliés, interagissant les uns les autres ; nous pouvons aussi nous référer aux improvisations électroniques qui se sont développées antérieurement à cette date (David Tudor, John Cage, AMM, Karlheinz Stockhausen, etc.), même si ces structures de participation peuvent sembler plus éloignées.

### L'écoute et le direct
La composition peut s'emparer aujourd'hui de cette question fondamentale, après que celle-ci a traversé successivement dans l'Histoire de la musique, l'interprétation instrumentale (comme moyen d'éclairer et de moduler plus ou moins une œuvre écrite, ou allographique), les pratiques d'arrangement de musiques existantes et le développement des supports d'écoute qui sont devenus jouables (Djs, iPod battles, etc.). Les moyens de l'écoute s'étant multipliés à partir des techniques d'enregistrement et des télécommunications, il est possible d'écouter à présent chez soi, à domicile, ou encore de manière ambulatoire (radio, walkman, lecteurs mp3, téléphones mobiles) des musiques enregistrées en différé que nous pouvons reproduire à l'infini (et ceci depuis le début du XXIe siècle). Il est possible d'envisager avec la musique en réseau ce qui serait une extension des pratiques en direct avec la radio (duplex, full duplex), des musiques jouées en direct simultanément à distance grâce aux techniques de streaming et composées spécialement pour ce medium. La musique en réseau poursuit donc l'aventure de la musique diffusée (par la radio, et ensuite celle composée « pour » la radio) en intégrant dans son dispositif de réalisation (ou d'exécution) et de composition les conditions du direct et de la présence simultanée à distance (« hic et nunc », « illic et simul »).
Il semble important de ne pas ignorer également l’intervention interprétative de l’auditeur / internaute en tant qu’acte créatif et interprétatif, et par là, de souligner que son auteur/auditeur devient un créateur en droit. il participe lui-même activement à la transformation de la musique en une expérience « environnementale » d’un genre nouveau, qui est proprement une expérience esthétique, engagée au-delà de la simple manipulation des cadrans et des boutons (G. Gould) et du pilotage (C. Kihm) de machines d'écoute ou de fonctions pré-programmés de logiciels.

## Objectifs
Les objectifs d'un concert en réseau pourraient être résumés ainsi :
- Il devrait permettre aux musiciens et également aux auditeurs (et/ou chef d'orchestre) de pouvoir collaborer et interagir à distance
- Il devrait créer et proposer un espace virtuel immersif et réaliste (c-a-d qui donne l'impression d'une situation réelle, ou dont les conditions n'empêchent pas la perception de la réalité de la situation) pour optimiser les interactions synchrones
- Il devrait garantir l'attention et la conscience sensible collective des participants afin qu'ils soient conscients des actions des autres partenaires présents dans l'espace virtuel commun, et faciliter toutes les formes de communication entre eux.

## Définitions et approches
Nous sommes certainement au début d’une ère musicale marquant le développement des formes musicales de collaboration et de participation en ligne et en réseau. Simultanément à cette exploration nous devons continuer à interroger les notions historiques musicales et à élucider les nouveaux problèmes et problématiques qui progressivement apparaissent au sein de ces pratiques, d’auteur et d’auditeur, impliquées dans les relations et les intrications entre musique et technologies, tout autant que les modifications et corrélations sociales qu’elles décèlent ou prolongent.
Depuis 2000, des publications et articles importants ont été publiés sur cette question de la musique en réseau, et dans le même temps plusieurs approches d’une définition de la musique en réseau ont été énoncées :
- une représentation en réseau a lieu lorsque le comportement de l’instrument de l'exécutant reçoit en entrée une source autre que l'exécutant lui-même, ou lorsque ce comportement est modifié par une influence extérieure (Stephan Moore & Timothy A. Place)[27]
- la musique en réseau est une situation musicale dans laquelle les connexions traditionnelles orales et visuelles entre les musiciens sont augmentées, médiatées, relayées ou remplacées par des connexions contrôlées électroniquement (Jason Freeman) [28]
- dans l’art audio et la musique, l’expression « en réseau » implique communément une distribution spatiale multi-sites de points de transmission et de réception, et d’interactions simultanées entre ces sites distants : captures sonores à distance, acoustiques à distance, interconnexions entre lieux physiques et virtuels, et émergences au travers de ce dispositif de collectifs distribués de “joueurs” (Locus Sonus)[29];
- Dans la même veine que l’approche précédente, la notion d’ensembles ou de groupes distribués peut être un point d’entrée : un ensemble musical distribué consiste en un groupe de musiciens qui est distribué entre deux lieux ou plus. Quand la prestation d’un ensemble musical traditionnel repose sur un espace acoustique commun entre le musicien et les auditeurs, les prestations d’un ensemble musical distribué ont besoin de prendre en compte la superposition d’espaces acoustiques différents et distants : acoustiques à distance, paysages sonores distants, improvisation laptop en réseau (Alain Renaud & Pedro Rebelo) [30]

Ceci peut comprendre une palette de nombreux aspects :
- concernant le public : audiences partagées et distribuées, pratiques en réseau d’écoute [31]
- les réseaux en tant qu’instrument et source musicale [32]
- les interconnexions d’espaces  [33]
- les conditions techniques et contraintes internes des réseaux : temps réel, synchronicité, latence, délais et retards, bande passante, qualité sonore, feedbacks et échos [34]...
- créativité sociale, interactions, collaborations et facilitateurs impliqués dans les systèmes collectifs d’attention [35]
- événements multicast ou unicast[réf. nécessaire] en direct et en temps réel sur Internet, et téléprésence.

Ces transports de sons, ou de données relatives du son, amènent plusieurs types de dispositif et d’action : déplacements, transmissions, contrôles de dispositifs sonores distants, captations à distance, interactions, etc.
La nature d’un contenu en flux continu permet d’emblée son utilisation comme élément de variabilité entre deux dispositifs : 
- un flux variable de données à distance peut nourrir et contrôler le comportement d’un processus local,
- des interactions de variables respectivement localisées créent de l’empathie et de la sympathie entre des processus et leurs comportements,
- des déplacements et transmissions sonores entre différents lieux contrôlés et joués collectivement en direct et en temps réel (streaming, duplex, unicast, multiplex, multicast), etc. : les contenus sonores, émis et reçus, sont diffusés d’un lieu à l’autre.

Afin d’illustrer cette approche et pour commencer une typologie d’états et de natures d’espace modifié par la transmission du son à distance, voici quelques repères et catégories d’utilisation d’espaces distants en tant que lieux sonores génératifs et diffusés, dans les domaines de la musique en réseau et également de l'art sonore et audio.

### Acoustiques à distance
- acoustiques entrelacées : des envois et transferts de son via Internet viennent exciter l’acoustique d’espaces distants avec la possibilité de retour d’écoute des résultantes dans un autre espace, en l’occurrence, personnel (« Silophone » du collectif The User, « Netrooms — The Long Feedback » de Pedro Rebelo)
- espace virtuel et acoustique : à partir d’un instrument « étendu » entre deux lieux connectés, des capteurs manipulés par le public excitent et activent l’acoustique et les résonances virtuelles des réseaux (« Global String » de Atau Tanaka et Kasper T. Toeplitz, « Le Poulpe » d’Apo33 (Jean-François Rolez, Sophie Gosselin, Emmanuel Leduc, Julien Ottavi)  [36]
- transmission entre des milieux sonores non-aériens : enregistrement et diffusion sonores dans des milieux différents, comme en milieu aquatique (« Water Whistle » de Max Neuhaus, « Underwater Music » de Michel Redolfi)

### Transmissions à distance
- matériaux sonores distants : avant l’Internet, l’utilisation de téléphones ouverts pour capter et transmettre  à distance des ambiances et du matériau sonore, qui sont ainsi mixés dans un travail musical (« Variations VII » de John Cage, durant l’événement “Nine Evenings” produit par E.A.T.), ou qui sont mixés à l’antenne à la radio (« Public Supply », « RadioNet » de Max Neuhaus), ou encore mis à disposition via Internet sur une interface en ligne comme ressources publiques disponibles à l’utilisation (« SoundExplorer » de Yoshihiro Kawasaki, « Resonance fm London Soundscape » de Tom Wallace, « Locustream SoundMap » de Locus Sonus)
- transmissions sonores continues en direct et insérées dans des lieux distants : un ou des réseaux ou dispositifs de microphones localisés captent des ambiances et environnements sonores et ces captations sont transférées d’un lieu à un autre et diffusées dans ce dernier par des haut-parleurs (« Sound Field Insertion » de Bill Viola, « Oscillating Steel Grids along the Cincinnati-Covington Suspension Bridge » et « Landscape Sculpture with Fog Horns » de Bill Fontana, « City Links » de Maryanne Amacher, et par extension « Hole in Space » de Kit Galloway & Sherrie Rabinowitz, « Locustream » de Locus Sonus)
- représentations en direct à l’aide de systèmes multipartites de téléconférences et de transmissions via satellite (« The Last 9 minutes » à la Documenta 6 de Douglas Davis, Nam June Paik, Charlotte Moorman et Joseph Beuys) et concerts « at home » (à domicile) diffusés en direct par streaming vers un réseau d’auditeurs et de radios (« ISDN » de FSOL, « Festival X », « Arenas », « Tournaments » et « Battles » organisés par nomusic.org).

### composition et interactions à distance
- composition en direct et jeu en inter-communication en réseau, distant et local : interactions de flux de données sonores entre exécutants en local, puis plus tard à distance, pour créer une musique réactive basée sur des principes de décision partagés et distribués (concerts et représentations de The League of Automatic Composers et de The Hub)
- écoute distribuée et jeu distribué en streaming : construction d’interfaces en ligne de mixage en direct de sources streamées simultanées, soient captées soient jouées, et d’écoute partagée par des contrôles multi-utilisateurs (« RadioMatic » de radiostudio.org & Jérôme Joy, « userradio » de August Black)
- représentation en direct distribuée et collaborative : interactions entre des exécutants disséminés dans différents lieux en utilisant une interface en ligne commune (« Brain Opera » de Tod Machover, « FMOL » de Sergi Jorda, « mp3q » de Atau Tanaka, « Auracle » de Max Neuhaus)
- écoute en direct distribuée basée sur la structure des réseaux utilisée en tant que système de synthèse sonore et de support de composition, à l’image d’un “studio étendu” et d’un système distribué de diffusion : composition à l’aide de programmations de processus sonores en direct, génératifs, infinis et continus, en utilisant les protocoles web et de relais d’information (serveurs, machines clientes), les contraintes techniques des réseaux (latences et retards dus au trafic) et les ordinateurs personnels et les espaces acoustiques locaux des auditeurs (audience “à la maison”) (« Hypermusic — Vocales » de Jérôme Joy)
- envoi et échanges de fichiers son en vue d’une composition collaborative : corollaire au peer-to-peer, échanger des fichiers sonores via les réseaux électroniques et ainsi composer à plusieurs à partir de fichiers et de matériaux communs, à l’image de palimpsestes, a permis de joindre la dimension collective (liée généralement à l’improvisation) dans les pratiques de composition (« Phonographic Migrations » de Yannick Dauby), et par extension de considérer le peer-to-peer et le streaming comme des pratiques collectives de l’écoute (« Collective JukeBox » et « RadioMatic » de Jérôme Joy, The Thing et RadioStudio.org), qualifiée dans ce cas, d'écoute partagée (Yannick Dauby)

### Spatialisation sonore à distance et sons localisés
- extension de la spatialisation sonore dans des espaces articulés et interactifs, du local au distant (et vice-versa) par l’amplification électroacoustique, la téléphonie mobile et l’Internet, jusqu’aux espaces virtuels (field spatialization, Locus Sonus) : des espaces synthétiques et acoustiques peuvent être joints ensembles et réagir les uns aux autres par la navigation de l’auditeur et le jeu avec des objets sonores mobiles, déplacés, qui excitent ces espaces, afin de les faire résonner selon leurs propriétés naturelles ou calculées, et selon la position de l’auditeur (« New Atlantis » de Locus Sonus et SAIC Sound Department Chicago)
- organisation de sources sonores et de diffusions dans des espaces publics, éloignés des studios et des salles d’exposition et de concert : campagne et scénario d’enregistrement et de prise de son à partir de trajets géographiques (« A Dip in the Lake » de John Cage), diffusé en direct sur des fréquences radio FM que les auditeurs peuvent captées dans des périmètres définis (« Drive-in Music » de Max Neuhaus)
- transmissions spatialisées de sons entre deux lieux : prise de son mobile et contrôlée, transmise en direct et simultanément dans un autre lieu (« Virtual acoustic-space system » de Ron William, « Wimicam » de Locus Sonus), ou captations microphoniques en direct basées sur plusieurs lieux contrôlées et traitées par des processus sur un serveur qui les fait utilise comme matériaux de composition sonore et d’installation dans les espaces de ces lieux (« Le Poulpe » d’Apo33)
- re-création de points d’écoute multi-sites : enregistrements microphoniques simultanés en plusieurs points, plus ou moins éloignés, d’un même site ou environnement (« Kirribilli Wharf » de Bill Fontana)

### Cartographie sonore et son géo-taggé et géo-localisé
- en construisant des représentations visuelles de localisations sonores, le plus généralement situées dans des environnements extérieurs, à l’aide de cartes géographiques ou auditives à partir desquelles les auditeurs peuvent accéder aux séquences sonores enregistrées or aux streams sonores captés sur les lieux indiqués (« Acoustic World Atlas » de Thomas Gerwin, « SoundBum » par un collectif japonais, « H|U|M|B|O|T » durant net_condition ZKM, « fmwalks » d’Udo Noll, « Soinu Mapa » d’Audiolab Arteleku, « Phonographic Migrations / Paysages Sonores Partagés » de Yannick Dauby, « SoundTransit » de Derek Holzer et al., « Radio Aporee » d’Udo Noll, « NY SoundMap Seeker » de NYSAE, « World Listening Project » basé à Chicago, « Locustream SoundMap » de Locus Sonus)
- en représentant le procédé d’une campagne d’enregistrement de prises de son (« A Sound Map of the Hudson River » d’Annea Lockwood), en reliant et en associant une production sonore à des lieux spécifiques celle-ci étant enregistrée (les soundwalks de Janett Cardiff), ou en streaming à l’aide de techniques satellitaires ou de géolocalisation, tel que le GPS - Global Positioning System (disponible depuis 2000) -, les réseaux de téléphonie et de smart phones (« Audio Nomad » de Nick Mariette, « Aura » de Steve Symons, « SIGNAL_SEVER! - TRANSIGNAL 1 » du Projekt Atol, Makrolab et Pact Systems, « Net_dérive » d’Atau Tanaka)

### Détournements et sonification de données à distance
La sonification de données peut être considérée comme la contrepartie acoustique de la visualisation graphique des données, c'est-à-dire la traduction de données dans le domaine sonore. Ce terme désigne toute diffusion d’un son – qui ne contient pas de paroles – ayant pour but de traduire en son une donnée qui n’est a priori pas sonore.
- lorsque le son est généré ou contrôlé par des fluctuations de sources distantes non-sonores, telles que des variations électriques, électromagnétiques, d’ondes courtes et d’ondes HF/ELF/VLF (« Natural VLF Radio Phenomena » de Stephen McGreevy, « Pygmy Gamelan » de Paul DeMarinis, « Electrical Walks » de Christina Kubisch, « Radio Astronomy » d’Adam Hyde, « The Bio-Kinetic Sonusphere Interrogator » de Robin McGinley, « Sky Ear » d’Usman Haque, «xxxxx» de Martin Howse), des mouvements visuels et des captures vidéo de déplacements de corps dans l’espace (« VNS » de David Rokeby), ou encore de variations de flux de données provenant d’activités robotisées ou d’interfaces visuelles et tactiles manipulées (« Space Bodies » de Mia Zabelka, « Piano-as image media » de Toshiro Iwai), ou de flux d’information sur Internet (« The Messenger » de Paul DeMarinis, « Ping » de Chris Chafe, « Ping Melody » de Pawel Janicki), ou finalement tout autre flux d’information qui peut être capté et numérisé.
- lorsque le son capté à partir de sources en direct de communication privée ou publique, devient un matériau dans un processus musical ou sonore (les prestations de l'artiste et musicien anglais Scanner qui capte et syntonise (illicitement) les conversations sur les téléphones cellulaires à partir d’un scanner, « AudioTrace » de NoMusic par la captation des fréquences radio de la police, des radars et de la CB).

## Conditions techniques d'un concert de musique en réseau
Telles qu'elles sont listées dans l'ouvrage de Xiaoyuan Gu, les facteurs techniques liés à la réussite d'un concert en réseau sont la sollicitation de la bande passante de la connexion, la sensibilité de la latence et l'optimisation de la synchronisation requise pour une transmission en streaming audio. Ces différents facteurs sont décrits avec plus de détails ci-dessous.
Les commentaires actuels proposent d’accentuer la perfectibilité technique, c’est-à-dire que l’influence des appareils sur le rendu doit être supprimée au maximum avant de pouvoir parler véritablement de l’exécution et de la réalisation d’une œuvre musicale.

### Bande passante
Le streaming audio de haute définition (de très haut débit et de type « full audio ») utilisé pour rendre les concerts en réseau aussi « réaliste » que possible, requiert une bande passante très optimisée et large et donc une technologie très avancée qui dépasse la configuration standard de connexion.
Toutefois, et selon l'objectif fixé, il est tout à fait possible de monter des configurations assez sophistiquées (multipoints) de concerts en réseau sur des connexions de type ADSL, en sachant que les taux de compression audio et les temps de latences seront dans un registre correspondant à la qualité de la bande passante. Dans ce cas, plusieurs paramètres peuvent venir perturber la réception et l'émission des streams, et causer, d'une part, la nécessité de prendre une compression basse ou standard, et, d'autre part, des pertes de données (drops, clicks). Ces effets peuvent être pris en compte en tant que matériau sonore (généré par le système) par les musiciens.

### Temps de latence
Un des plus grands problèmes de la musique en réseau est que le temps de latence fait partie intégrante du son car il est généré par le système local du musicien et envoyé au travers du système en réseau. Pour que l'interaction musicale dans un concert en réseau soit perçue comme « naturelle », le temps de latence doit être inférieur à 30 millisecondes, en dessous du seuil de la perception humaine. S'il a trop de délai (retard) dans le système en réseau, cela rend difficile la jouabilité collective si les musiciens veulent adjuster leur jeu et se coordonner en fonction des sons qu'ils entendent (reçoivent) et qui sont joués par les autres instrumentistes et musiciens. Toutefois, la tolérance à cette difficulté liée au temps de la latence est fixée par le caractère, la nature et la structure de l'œuvre jouée, les musiciens, et les types d'instruments ou systèmes utilisés. Des éléments de synchronisation autres que l'écoute directe (ou plus justement, médiatisée) peuvent être utilisés dans un concert en réseau, afin de rendre possible un jeu musical réactif et interactif dans le cadre de temps longs de latence.

### Synchronisation des streams audio
Les points d'émission et de réception d'un système en réseau multipoints doivent synchroniser les streams audio afin de garantir une présentation homogène et intégrale de la musique selon le degré de perfection choisi. C'est l'enjeu actuel de la musique en réseau.
Un point de vue intéressant est de considérer les imperfections de la synchronisation musicale en réseau, à titre d'exemple, comme faisant partie des qualités et des propriétés du dispositif en réseau, qu’il faut exploiter. Par exemple, la latence et le retard (delay) sont perçus dans les systèmes de streaming (de ruissellement selon l’adaptation franco-québécoise), quel que soit le débit technique de transfert autorisé par la structure de communication, comme des défauts qu’il resterait à améliorer pour obtenir une synchronisation quasi parfaite (à l’égal d’une synchronisation d’événements dans un même espace).
Ces défauts peuvent réintroduire des effets de « distance », et ainsi induire une acoustique artificielle et fluctuante liée aux variations de transferts de données sur le réseau ; cette « presqu’acoustique » s’additionne à l’acoustique de l’espace d’émission/captation et à celle de l’espace de diffusion où le son transmis est réinjecté. Les effets de latence influant sur cette acoustique « artificielle » créent, d’une part, des décalages temporels (delays), et, d’autre part, des erreurs de transferts — et qui peuvent sembler être des parasites dans le son transmis — . À titre d'exemple, sur un système de streaming standard en Icecast, les variations de latence peuvent aller de 10 secondes à 30 secondes. Ces erreurs sont principalement causées par des pertes de paquets lors du parcours des données, par des désynchronisations lors des procédures de compression et de décompression, et par d’autres artéfacts aléatoires liés à la communication, le tout influant sur la reconstitution intégrale du signal envoyé.
Ces défauts présenteraient tout de même une propriété, celle de faire apparaître une matérialité (i.e. du grain, de « l’immatériau ») liée à la technique des flux en streaming, qui peut être acceptée en tant que matériau sonore. En l’état actuel, ces effets ou artéfacts de matérialité ne sont ni contrôlables ni jouables en tant que tels (à part dans le cas d’un bouclage du système en feedback et en modifiant volontairement des paramètres et des fonctions des organes contrôlant les transferts et l’encodage/décodage) ; par contre, ils peuvent être interprétables dans le jeu musical. Cette propriété de granularité acoustique résultante produite par le système télématique peut prendre une importance dans la perception de la traversée d’un troisième environnement, jusqu’à présent, peu tangible, entre l’espace destinateur et l’espace destinataire.

## Le contexte historique de la musique en réseau
La musique en réseau poursuit et participe à tout un cortège de problématiques qui animent l'histoire de la musique.
Il semble opportun de considérer et de bâtir aujourd’hui un historique de la télémusique, c’est-à-dire de mettre à jour un corpus, d'une part, de visions et d'anticipations littéraires, et, d'autre part, d’expériences et de réalisations artistiques qui ont exploré la prise en compte d’interconnexions d’espaces (par les transports de sons) et de l’écoute à distance au sein même du processus musical et de la réalisation sonore.

### L'extension des matériaux sonores et de la lutherie
Le développement de nouveaux instruments est une question majeure dans la musique du XXIe siècle depuis la naissance de l'électroacoustique, mais aussi depuis l'exploration du timbre musical et de la microtonalité au début du siècle dernier qui a pu amener les compositeurs à intégrer des modifications ou préparations d'instruments, voire la création d'instruments. Quelques exemples emblématiques sont ceux de John Cage avec le piano préparé (à la suite d'Henry Cowell), d'Harry Partch avec ses instruments fabriqués à partir d'accordages non tempérés, et de Conlon Nancarrow avec la musique mécanisée.
De même, les instrumentistes n'ont cessé durant la seconde moitié du XXe siècle d'explorer les modes techniques de jeux[réf. nécessaire] qui ont permis d'étendre la palette sonore acoustique (puis électroacoustique) des instruments à partir de leur facture historique. Chaque famille d'instruments a ainsi élargi son vocabulaire en se basant d'une part sur un prolongement des modes de jeux connus en leur offrant une variabilité plus fine et plurielle en termes de timbre et d'articulation de jeux (par exemple, les doigtés pour les instruments à vent), d'autre part en intégrant dans le jeu les registres autrefois délaissés ou écartés car considérés comme exogènes à la musique (les sons bruités, sons des mécaniques, etc.), et finalement en réinvestissant les connaissances physiques et organologiques des instruments (les multiphoniques, les sons transitoires, etc.). Ceci a pu se développer jusqu'à l'intégration de l'instrumentiste comme matériau sonore lui-même, ou parfois en tant qu'acteur (dans le sens du théâtre musical et parfois pour répondre et problématiser le concert en tant qu'événement audio-visuel); dans certains cas la voix de l'instrumentiste en tant qu'excitateur supplémentaire de l'instrument a été très souvent employée pour construire des sonorités plus complexes. La conjonction entre l'exploration des limites instrumentales par les compositeurs dans l'écriture et celle développée par les instrumentistes pour offrir des registres instrumentaux élargis, a permis l'invention de notations et de modes nouveaux d'écriture[réf. nécessaire]. Un peu plus tard, les découvertes et recherches en psycho-acoustique et en physique / acoustique instrumentale (notamment à l'IRCAM[réf. nécessaire]) ont poursuivi ces investigations menées par les compositeurs et les instrumentistes, et ont permis d'envisager la construction d'extensions d'instruments, voire d'articuler des parties virtuelles (ou prothèses) aux instruments existants (par exemple, la flûte virtuelle développée à l'IRCAM[réf. nécessaire]) et de midifier des instruments en les assemblant avec des processus de contrôle (« controllers ») et de captation (capteurs) — un des exemples notables est celui du Disklavier. Il s'agit en quelque sorte d'une nouvelle lutherie combinant électronique et acoustique (ainsi qu'informatique) à la fois sollicitant et répondant à un nouveau répertoire, accompagnant également l'arrivée des synthétiseurs et échantillonneurs dans l'instrumentarium de la musique contemporaine. Ceci prolonge la construction d'instruments depuis l'avènement de l'électricité dont quelques exemples sont notoires : Ondes Martenot, Theremin, etc. (à la suite du saxophone (1846), tuba Wagner (1875), sousaphone (1898), tubax (1999), etc.). L'évolution de la facture instrumentale et de la lutherie n'a jamais cessé et il est tout à fait légitime de penser que la musique en réseau peut mettre à jour à nouveau des questions de facture, d'organologie et de lutherie.
En parallèle, de nouveaux modes de composition liés à l'intégration de l'aléatoire et de processus de variabilité (des jeux, des matériaux, des combinatoires; comme chez John Cage, Cornelius Cardew ou Earle Brown, jusqu'aux partitions graphiques qu'ils ont réalisées) se sont développés; ce qui n'avait rien d'inédit si nous nous référons à la « Musikalisches Opfer » (L'Offrande Musicale) de J.S. Bach (1747), œuvre dans laquelle l'instrumentation n'est déterminée qu'en partie, ou encore au « Musikalisches Würfelspiel » (Jeu de dés musical) de W.A. Mozart (1787). Par ailleurs, la composition combinatoire a trouvé un de ses aboutissements dans la musique minimaliste (« Vexations » d'Erik Satie, les œuvres de Steve Reich) et dans la musique dodécaphonique (à l'exemple des œuvres d'Anton Webern) et sérielle.
L'électroacoustique (et la musique acousmatique), de son côté, a permis d'intégrer entre autres la manipulation des sons à partir de leur enregistrement et de leur diffusion dans des dimensions spatiales (par le biais de l'amplification et de la construction de systèmes voire d'orchestre de haut-parleurs), et le développement de la synthèse électronique des sons a élargi la palette des matériaux sonores et des timbres.
À peu près à la même époque, l'apparition des techniques de télécommunication, notamment avec le téléphone, a donné la possibilité de développer des instruments pour jouer et écouter à distance la musique et d'envisager ainsi le développement actuel de la musique en réseau. Deux références historiques sont le « Telharmonium » de Thaddeus Cahill en 1897, et l'« Aconcryptophone » (ou « Acoucryphone » ou encore « Enchanted Lyre) de Charles Wheatstone en 1821 (et son « Diaphonicon » en 1822); nous pourrions y associer aussi plusieurs références littéraires qui ont imaginé la musique en réseau et le transport des sons à distance par des techniques de transmission, dont, par exemple: la description d'un concert en réseau par Jules Verne dans « Une Ville Idéale » (1875)  (en parallèle de sa description d'un concert acousmatique, qu'il appelle « concert électrique », dans son ouvrage « Paris au XXe siècle »); le globe terrestre sonore sur lequel le toucher d'un lieu permet d'entendre en direct les sons de l'environnement qui y est capté à distance par l'entremise de tuyaux, dans « Giphantie » de Tiphaigne de la Roche (ce qui rappelle la description des « sound-houses » de Francis Bacon dans « New Atlantis » en 1627); et à une époque plus récente, le piano microphonique décrit par Guillaume Apollinaire dans « Le Roi-Lune », chaque touche étant reliée à un microphone placé dans différents lieux du monde; deux dernières références peuvent être aussi associées, la première plus éloignée étant celle des « Paroles Gelées » citée par Rabelais, et la seconde au début du XXe siècle, étant le texte « La Conquête de l'Ubiquité » par Paul Valéry en 1928.
Nous retrouvons au XXe siècle quelques réalisations musicales qui avant l'Internet en font écho : « Credo in Us (en) » de John Cage en 1942 avec l'utilisation de radios comme matériau musical, investigation qu'il a poursuivie dans « Imaginary Landscape No. 4 for Twelve Radios » créée en 1951 et dans d'autres œuvres dont notamment en 1966 avec les « Variations VII » qui intègrent des sons provenant en direct de téléphones décrochés dans certains lieux de la ville de New York (Variations (Cage) (en)); les « City Links » de Maryanne Amacher en 1967 constitués de prises de sons continues à l'aide de microphones placés dans des lieux disséminés, et transmises de manière permanente par téléphone ;  « RadioNet » et surtout « Public Supply » de Max Neuhaus en 1966 qui consistent en des sons envoyés par les auditeurs par téléphone, et mixés en direct à la radio par l'auteur; et, enfin, comme dernier exemple, la plupart des œuvres de Bill Fontana utilisent la transmission en direct des sons de lieux à d'autres, à partir de « Kirribilli Wharf » en 1976, jusqu'à  « Sound Island » réalisé à Paris en 1994 et « Cologne San Francisco Sound Bridge » en 1987. En novembre 1983, plusieurs musiciens et artistes participent à un événement de « telephone music » à partir de trois lieux (durant 20 minutes) : Artpool (Budapest), Blix/ÖKS (Vienne) et la galerie Aufbau-Abbau (Berlin).
Une des références majeures est le collectif « The Hub » (issu de The League of Automatic Composers) actif de 1976 à 1987, qui jouait sur des configurations informatiques et électroniques interconnectées. « The Hub » a expérimenté des concerts en réseau basés sur des communications MIDI sur Internet et distribués sur plusieurs lieux — toutefois, "il a été plus difficile que prévu de résoudre les problèmes logiciel sur chacun des ordinateurs placés dans chaque lieu à cause de la disparité des OS et des vitesses de CPU". Le CIRM à Nice organise un concert transatlantique avec l'Electronic Cafe à Santa Monica : Terry Riley improvise sur ses claviers en Californie et pilote en même temps un Disklavier à Nice, la liaison (MIDI) s'effectuant par modem et visiophone avec le logiciel MidiPhone. En 1993, l'University of Southern California Information Sciences Institute a commencé à réaliser des concerts en réseau sur Internet. Le collectif ResRocket (Willy Henshall, Tim Bran, Matt Moller et Canton Becker) a développé en 1995 une application permettant de faire des concerts MIDI en réseau, chaque musicien ayant son « studio virtuel » et à l'aide de ce programme, baptisé « DRGN » (Distributed Realtime Groove Network), participe à des jam sessions et compose ensemble simultanément sur le même morceau. Entre 1992 et 1998, le CIRM a réalisé plusieurs types de concert en réseau : au Festival Manca en 1995, concert durant lequel David Hykes chantait avec son ensemble vocal à New York (The Harmonic Choir), le son étant transporté via ISDN et diffusé dans l'espace acoustique réverbérant (12 secondes) de l'Abbaye du Thoronet dans le Sud de la France, et ainsi « traité », retransmis en temps réel dans la salle de concert de The Kitchen; en 1997, la voix d'une chanteuse à Nice est traitée en temps réel par Lawrence Casserley à Londres et rediffusée dans la salle de concert en France, la chanteuse jouant ainsi en direct avec sa propre voix traitée, filtrée et harmonisée à distance; en 1997, Jérôme Joy crée « Gestes » au Festival Manca, un œuvre instrumentale et électroacoustique en réseau (en ISDN) avec des musiciens à Nice et à Londres (d'où la combinaison avec le Festival Lust à I.C.A., les deux lieux accueillant un public. La communication visuelle était prévue mais malheureusement des problèmes de compatibilité avec les standards anglais (BBC) ont empêché son utilisation. Il avait réalisé l'année précédente en 1996, « Vocales », une œuvre d'hypermusique (ou télémusique) entièrement conçue sur des protocoles Internet (référence Libération)); la même année, Luc Martinez organise un concert en réseau pour la séance d'ouverture de l'Union internationale des télécommunications à Genève : un  percussionniste (Alex Grillo) joue sous terre sur les stalactites des grottes de Saint-Cézaire dans les environs de Nice, les sons étant retransmis via des lignes ISDN en Suisse. Comme il est mentionné dans « From remote media immersion to Distributed Immersive Performance » de Sawchuk en 2003, un concert entre des musiciens répartis à Varsovie, Helsinki et Oslo, a été réalisé en 1998 sur un dispositif en réseau à partir de technologies RealMedia. Trois œuvres de ces musiciens répartis furent créées : « Mélange à Trois » (Shinji Kanki), « Nanawatai » (Håkon Berge) et « AV-Quintet plus many » (Maciej Walczak).
Ces premiers concerts en réseau ont tous fait face à des problèmes liés à des conditions de latence, de synchronisation des signaux, et d'écho et de feedback, rendant difficile la restitution de la dimension potentielle (audio et vidéo) de tels concerts qui à l'époque n'étaient pas encore complètement immersifs.

### L'espace et la distance comme paramètres dans la composition
Les questions de l'instrument et de la composition live (en direct) en tant que modes d'expérimentation parcourent tout un pan de la musique du XXe siècle. Ces dimensions expérimentales représentent une partie des conditions de la musique actuelle et définissent les enjeux d'un horizon musical : celui engagé par Karlheinz Stockhausen dans « Mikrophonie (I et II) » (1964/1965), œuvre dans laquelle expérimenter l'instrument fait œuvre (Mikrophonie), par David Tudor dans « Rainforest » (1968/1976), par John Cage dans « Cartridge Music » (1960), à propos de l'intégration du direct dans la composition, ou encore les enjeux lancés par les initiatives permettant de prendre l'enregistrement comme support de création (comme avec la « GrammophonMusik » envisagée par Alexander Dillmann (en 1910) et Heinz Stuckenschmidt (en 1925), puis réalisée en 1929 par Paul Hindemith et Ernst Toch avant que Pierre Schaeffer ne lance l'aventure de la musique concrète, puis électroacoustique et acousmatique).
Ces expérimentations riches en formes et en contenus semblent rejoindre une autre question, celle concernant l'intention de jouer et de faire sonner le réel au sein d'une œuvre : à l'image de l'utilisation d'emprunts dans les œuvres de Charles Ives, de Gustav Mahler, voire de Bela Bartok (mais aussi, au travers d'exemples plus éloignés dans le temps, comme dans certaines œuvres de Jean-Philippe Rameau) jusqu'à celles, avant l'accès aux techniques d'échantillonnage (ou sampling), de John Cage (« Roaratorio » en 1979), Luciano Berio (« Sinfonia », 1968), Karlheinz Stockhausen (« Telemusik », 1966 , « Hymnen », 1967) et de la musique électroacoustique (Luc Ferrari avec ses « Presque-Rien », 1967-1998), pour arriver à des œuvres plus récentes liées aux techniques de sonification pour générer du matériau sonore et musical à partir de variations de données captées dans des environnements (Andrea Polli). De même la prise en compte de l'environnement dans une œuvre avait trouvé son apogée dans « 4'33" » de John Cage lorsque le 29 août 1952 cette œuvre (silencieuse) avait été créée par David Tudor dans une salle de concert (le Maverick Concert Hall) dont l'arrière était ouvert directement au plein air, laissant le mixage fortuit des sons environnants venant de l'extérieur et du public faire « œuvre ».
Quant aux expérimentations liées à l'espace et aux multi-dimensionnalités acoustiques qui peuvent se déployer dans une réalisation musicale, elles sont présentes dans la musique depuis de nombreux siècles — un seul exemple avec les «  Cori Spezzati » de Giovanni Gabrieli (1557-1612) —, et le développement de dimensions instrumentales liées à l'espace trouve aujourd'hui son expression par l'appropriation et la musicalisation des techniques informatiques ainsi que de celles liées aux réseaux et au techniques de streaming. Concernant l'utilisation de la distance par le positionnement, le parcours ou le déplacement des musiciens au-delà des murs d'une salle de concert, afin de créer des effets acoustiques d'intensité et de relief, Hector Berlioz dans son livre « Les Soirées de L'Orchestre », et plus spécifiquement dans une fiction intitulée « Euphonia ou la Ville Musicale », décrit des concerts monumentaux de plus de dix mille musiciens répartis dans la ville. Un autre exemple est celui de Charles Ives et de sa « Universe Symphony » de 1911, restée inachevée, pour laquelle il imagine plusieurs orchestres et ensembles instrumentaux, chacun accordé sur des systèmes harmoniques différents et jouant simultanément tout en étant répartis dans les montagnes et les vallées. De son côté, Karlheinz Stockhausen avec ses œuvres « Sternklang — Parkmusic » pour 5 groupes d'instrumentistes pour une durée d'environ 3 heures (1971) et « Musik für ein Haus » (1968) consistant en des compositions collectives données simultanément dans quatre pièces d'une même maison, ou encore « Alphabet für Liège » (1972) une œuvre de 4 heures répartie dans quatorze salles ouvertes les unes sur les autres que les auditeurs traversaient et parcouraient (dans les sous-sols du Palais des Congrès de Liège qui était alors en chantier). D'autres œuvres déambulatoires (les musiciens et/ou les auditeurs) sont celles plus récentes de Rebecca Saunders dont la série des « Chroma » (2003), œuvre instrumentale « spatialisée » jouant sur la distribution des musiciens dans différents espaces acoustiques d'un même bâtiment. De son côté, le groupe de recherche « Locus Sonus » explore au travers des espaces sonores en réseau la notion de « field spatialization » (spatialisation de terrains, ou spatialisation ambulatoire) dans laquelle les sons peuvent traverser et être diffusés dans des espaces acoustiques de natures différentes (naturels ou synthétiques, en proximité ou à distance — de la diffusion sur haut-parleurs dans un espace local, dans des espaces « outdoor » parcourus, à la diffusion par streaming dans des espaces disjoints et distants, jusqu'à des intrications de diffusions et d'acoustiques entre espaces physiques et virtuels), chacun de ceux-ci donnant ses qualités propres de réverbération et d'ambiance selon la position des auditeurs qui peuvent être répartis également dans ces différents espaces (physiques, virtuels, mobiles, etc.).

### Métaphores
Une variété de métaphores présentes dans la littérature sont utilisées pour les transports de sons à distance, enregistreurs, musiciens et musiques en réseau : les sons capturés et transportés d’un lieu à un autre par des éponges (Charles Sorel, 1632), et des paroles gelées (Mandeville, 1356 ; Balthasar de Castillon, 1528 ; Rabelais, 1552) — en ayant soin de bien choisir la saison —, ou encore dans une canne de bambou (légende de Chine) et conduits et tuyaux (Francis Bacon, 1627); il s’agit aussi d’inventer des interfaces tel que ce globe tissé de canaux imperceptibles (Tiphaigne de la Roche, 1760), et ce clavier ou orgue à microphones en multiplex, chaque touche déclenchant le fonctionnement de microphones distants autour de la planète, l’ensemble jouant la symphonie du monde (« Le Roi-Lune », Apollinaire, 1916), ou de les remplacer par un cortège de machines et appareils inventés dont le « téléchromophotophonotétroscope » imaginé par Didier de Chousy dans « Ignis » (1883) et des capteurs microphoniques à distance, comme ceux installés par Télek (« Le Château des Carpathes », Jules Verne, 1892) et le « téléphonoscope », proposé en 1878 par George Daphné du Maurier, imaginé par Camille Flammarion en 1894 pour relier la Terre à la planète Mars (« La fin du monde ») ou permettant de suivre à distance et en direct les représentations musicales ou théâtrales (« Le Vingtième Siècle - La Vie Électrique », Albert Robida, 1883). Jules Verne décrit en 1875 un concert en réseau par le pianiste Pianowski jouant à Moscou sur des pianos à distance situés dans différentes salles de concert autour du globe (« Une Ville Idéale », Jules Verne, 1875). De son côté, Philip K. Dick imaginent des concerts « psychokinétiques » joués et transmis à distance, sans le toucher des instruments et la diffusion acoustique ou électroacoustique, par le pianiste Richard Kongrosian (« Simulacres », 1963).
Le développement de la téléphonie puis de la radio à la fin du XIXe siècle et au début du XXe siècle, techniques de communication qui ont été conçues pour la transmission du son, a permis de soulever les enjeux quasi anthropologiques liés aux transports de son et à l'écoute à distance. Citons deux extraits de Paul Valéry, le premier relevant l'opposition de l'homme mobile et de l'homme enraciné dans un texte de 1937, et le second datant de 1928, s'appuyant sur l'avenir d'un monde tout-connecté :
« Un monde transformé par l’esprit n’offre plus à l’esprit les mêmes perspectives et les directions que jadis ; il lui impose des problèmes entièrement nouveaux, des énigmes innombrables. (…) Après votre dîner, et dans le même instant de votre perception ou de votre durée, vous pouvez être par l’oreille à New York (et bientôt, par la vue), tandis que votre cigarette fume et se consume à Paris. Au sens propre du terme, c’est là une dislocation, qui ne sera pas sans conséquence. »
« Je ne sais si jamais philosophe a rêvé d’une société pour la distribution de Réalité Sensible à domicile. (...) Cette circonstance, jointe aux récents progrès dans les moyens de transmission, suggérait deux problèmes techniques : I. – Faire entendre en tout point du globe, dans l’instant même, une œuvre musicale exécutée n’importe où. II. – En tout point du globe, et à tout moment, restituer à volonté une œuvre musicale. Ces problèmes sont résolus. Les solutions se font chaque jour plus parfaites. » 